# Arie van der Stel
Arie van der Stel (Haia, 24 de abril de 1894 — Haia, 21 de janeiro de 1986) foi um ciclista holandês.
Defendeu as cores dos Países Baixos participando em três provas de ciclismo em estrada nos Jogos Olímpicos de 1920, disputadas na cidade de Antuérpia, Bélgica.